# Apollophanes aztecanus
Apollophanes aztecanus là một loài nhện trong họ Philodromidae.
Loài này thuộc chi Apollophanes. Apollophanes aztecanus được miêu tả năm 1975 bởi Charles Denton Dondale & Redner.